# Minoru Onoda
Minoru Onoda (japanisch 小野田 實 Onoda Minoru; * 1937 in der Mandschurei; † 2008) war ein wichtiges Mitglied der jüngeren Generation der Gutai Art Association, der er 1965 beitrat.

## Leben
Minoru Onoda wurde 1937 in der von Japan besetzten Mandschurei geboren und zog 1944 mit seiner Familie nach Himeji, Japan.
Er studierte am Institute of Fine Arts in Osaka und an der Osaka School of Art (1956–1960). Er perfektionierte seine Fähigkeiten sehr früh, so dass er in seinen späten Teenagerjahren als Assistent im Kunstunterricht tätig war. Seine frühen Werke sind traditionelle Porträts in Gouache, Kohle und Ölpastell sowie Stadtszenen aus der Umgebung von Himeji. Ab 1960 begann Minoru Onoda mit Gips und gefundenen Materialien, vor allem Rohrstücken und Holzlatten, zu arbeiten und schuf seine ersten dreidimensionalen Werke. 1961 veröffentlichte er sein Manifest Theory of Propagation Painting, On Breeding Painting und schuf reliefartige Oberflächen mit Gofun, einem Pulver aus zerkleinerten Muscheln, Leim und Wasser.
1964 nahm er an der 3. Internationalen Ausstellung für junge Künstler in Paris teil und wurde 1965 auf Vorschlag von Sadamasa Motonaga an Jirō Yoshihara als eines der jüngsten Mitglieder in die Gutai Art Association eingeladen.
In den 1970er Jahren untersuchte Minoru Onoda die dynamische Beziehung zwischen dem Menschen und seiner Umwelt anhand der geometrischen Einheit und Einfachheit des Kreises. Er bezeichnete sich selbst oft als „derjenige, der den Kreis vollendet“. Er zeigt die unendliche Ausdehnung des Kreises auf dem Weg zu einem vollkommenen Zustand der Leere, der Stille. Später näherte sich Minoru Onoda der Op Art an und malte größere, strahlende Planetenkreise, die allein oder in geordneten Gruppen scheinbar schwerelos auf monochromen Leinwänden schweben.
Die jährliche Teilnahme an Ausstellungen in Himeji in den frühen 1960er Jahren, die Einbeziehung in wichtige Ausstellungen wie Trends in contemporary Japanese paintings and sculpture, National Museum of Modern Art, Kyoto (1965), The new generation of Japanese Art, National Museum of Modern Art, Tokyo (1966) und andere Museumsausstellungen in Kobe, Osaka, der Schweiz, den Niederlanden und den Vereinigten Staaten von Amerika verschafften Minoru Onoda nationale und internationale Aufmerksamkeit, obwohl er persönlich nie ins Ausland reiste. Er nahm mit Mitgliedern der Gutai an der Expo ’70 in Osaka teil und an deren Ausstellungen in der Gutai Pinacotheca, bis sich die Gruppe nach Yoshiharas Tod 1972 auflöste.

## Werk
Perspektive, Relief und die Ausdehnung von Kreisen sind die frühen Markenzeichen des Künstlers. Durch die Verwendung von Materialien, die nach dem Zweiten Weltkrieg neu zur Verfügung standen (synthetische Farbe, Leim, Holz), und durch die künstlerische Freiheit, die Minoru Onoda genießt, verweisen seine Werke auf das Informel und die abstrakte Kunst sowie auf einige visuelle Aspekte des Suprematismus, des Konstruktivismus und der Op Art.
Seine Theorie der „Malerei der Ausbreitung“ war ein entscheidender Schritt in seiner frühen Karriere. Er war an den großen Retrospektiven der Gutai-Gruppe im Solomon R. Guggenheim Museum in New York 2013 und im National Art Center in Tokio 2012 beteiligt. Die Gutai-Retrospektiven „Into the Unknown World - GUTAI: differentiation and integration“, National Museum of Art, Osaka, und Nakanoshima Museum of Art, Osaka, JP, im Jahr 2022 zeigten viele seiner Werke.

## Ausstellungen
In den 1970er Jahren stellte Minoru Onoda in Museen wie dem Tokyo Metropolitan Art Museum, dem Museum of Modern Art Hyogo, dem Civic Center, Ashiya, und in den 1980er Jahren im Hyogo Prefectural Museum of Art, dem Miyagi Prefectural Art Museum und dem Osaka City Museum of Fine Arts aus. Ein großer handgemalter Drachen wurde für die weltweite Wanderausstellung Kunstdrachen. Bilder für den Himmel (1989–1992). Die Ausstellung A turning point in Japanese Art (1964), Museum of Contemporary Art, Tokio, brachte den Gutai-Mitgliedern und anderen zeitgenössischen japanischen Künstlern 1996 erneut internationale Aufmerksamkeit. Im Jahr 2004 widmete ihm das Himeji City Museum of Art seine erste Einzelausstellung, Contemporary Local Artists Exhibition: The World of Minoru ONODA, gefolgt von der Ausstellung 2021: Minoru Onoda.